# Наварини, Энеа
 Энеа Наварини (итал. Enea Navarini; 1 апреля 1887 — 22 марта 1977) — итальянский военный деятель. Корпусной генерал.

## Биография
Один из активных сторонников Муссолини. Участник боевых действий в Греции где с 1940 по 1941 год командовал 56-й пехотной дивизией «Казале». после поражения Греции переведён в Африку.
Занимал командные посты в Северо-Африканском корпусе. В частности в 1941 году командир XXI корпуса. После ряда поражений его корпуса, в 1942 году был отозван в Италию где и служил до свержения Муссолини.
В 1943 году командовал XIX корпусом. Во время высадки союзников в Италии, сумел скрыться и уйти на Север Италии, где вступил в Итальянскую армию ИСР, занимал пост начальника Центра подготовки частей особого назначения.

## Награды
Энеа Наварини — один из немногих итальянцев, награждённых орденом Немецкого креста (в золоте) — 21 декабря 1942 года